# كارل هيل
كارل هيل  (و. 1831 – 1893 م) هو مغني، ومغني أوبرا ألماني، ولد في إدشتاين، توفي في شفيرين، عن عمر يناهز 62 عاماً.